# Lena Gercke
Lena Johanna Gercke, (Marburgo, el 29 de febrero de 1988) es una modelo y presentadora de televisión alemana. Ha ganado el primer ciclo de Germany's Next Topmodel y ha presentado Austria's Next Topmodel (ciclos 1-4).

## Primeros años
Gercke nació en Marburgo, Alemania y creció en Cloppenburg donde asistió a la Liebfrauenschule Cloppenburg (ULF), un gymnasium católico, completando su abitur en 2007. Gercke tiene el hobby de jugar al ajedrez. Tiene una hermana y dos medias-hermanas, quienes son hijas de su padre.

## Carrera

### Carrera como modelo
El 14 de agosto de 2004, Gercke ganó un casting para la cadena de comida rápida Burger King. Fue representada por Langer-Pueschel quien le consiguió sesiones de fotos, pasarelas y actuaciones de baile. A principios de 2006, asistió a un casting para Germany's Next Topmodel presentado por Heidi Klum. Después de ganar la competición, recibió un contrato publicitario con la firma de moda OuiSet, un contrato de modelaje con IMG Models en París, la portada de la publicación de Junio de 2006 de la versión alemana de Cosmopolitan y un contrato publicitario con Microsoft para Windows Live. Además también apareció en revistas tales como la versión estadounidense de Cosmopolitan, Sports Week, Glamour y en la portada de la versión francesa deVotre Beauté. 
Hizo campañas publicitarias para H&M, Mexx y Geox. En 2010 desfiló en la New York Fashion Week en la temporada de primavera para Custo Barcelona.

### Carrera en televisión
En 2013, Gercke se convirtió en juez de Das Supertalent. En 2014, su hermana audicionó para el show sin conocerlo.